# Chongwe
Chongwe è un ward dello Zambia, parte della Provincia di Lusaka e capoluogo del distretto omonimo.